# Leopold Stocker
Leopold Stocker (* 20. Oktober 1886 in Brand, Niederösterreich; † 25. Dezember 1950 in Graz) war ein österreichischer rechtsgerichteter Verleger und Gründer des Leopold Stocker Verlages.

## Leben

### Bis zum Zweiten Weltkrieg
Stocker wurde als zweiter Sohn eines Landwirts aus dem Waldviertel geboren. Er besuchte ein Untergymnasium in Krems an der Donau sowie die höhere landwirtschaftliche Mittelschule von Kaaden an der Eger. Später studierte er an den landwirtschaftlichen Hochschulen von Leipzig und Jena und schloss als Diplom-Landwirt und Agrikultur-Chemiker ab.
Am 13. April 1917 erhielt er die Bewilligung des Grazer Stadtrates für die Eröffnung einer Verlagsbuchhandlung. Daraufhin gründete er in der Salzamtsgasse 7 den „Heimatverlag Leopold Stocker“, wozu ihn bereits ein Jahr zuvor der alpenländische Heimatschriftsteller Peter Rosegger angeregt hatte. Die Verlagsproduktion, die erst 1919 einsetzte, konzentrierte sich auf landwirtschaftliche Fachliteratur und enthielt von Beginn an auch politische Traktate mit „deutsch-völkischer“ Tendenz. Ab Anfang der 1920er Jahre verstärkte Stocker das politische Verlagsprofil merklich. 1920 gab er das 63-seitige Pamphlet Judentum und Sozialdemokratie des Wiener Staatsarchivdirektors und fanatischen Antisemiten Karl Paumgartten (1872–1927) heraus und im Juni 1921 die 246-seitige illustrierte Hetzschrift Juda. Kritische Betrachtungen über Wesen und Wirken des Judentums desselben Autors, der eigentlich Karl Huffnagl hieß. In einer Verlagsreklame schrieb Stocker über den Autor, er habe „die Erkenntnis: Der Jude ist als Jude Anti-Arier, der Arier ebenso Anti-Jude, beide sind als unversöhnliche Gegensätze in die Welt gekommen und müssen es bleiben. Dieses Buch dürfte wegen seiner Gründlichkeit und glänzenden Beweisführung unter allen Erscheinungen der Judenliteratur dem Judentum am gefährlichsten werden.“ Leopold Stocker wurde zum Hausverlag Paumgarttens. 1924 erschien erstmals die „Juden-Fibel“ (Untertitel: Das ABC der viertausendjährigen Judenfibel, in deren Verlagsprospekt u. a. stand: „Alles, was wir am Juden als 'jüdisch' – das heißt von der übrigen Menschheit abweichend – erkennen, ist auf diese Mischung minderwertigen Blutes zurückzuführen.“ Im selben Jahr veröffentlichte Stocker Paumgarttens antidemokratischen und antirepublikanischen Roman Repablick: eine galgenfröhliche Wiener Legende. Im April 1933 legte Stocker diese – 9 Jahre zuvor völlig erfolglose – Kolportage neu auf und warb in einem Zeitschrifteninserat: „Die 'Entlarvung' der Novemberverbrecher, die unter der Maske des deutschen Arbeiters Sendling und Vollstrecker des russischen Bolschewismus waren, ist meisterhaft besorgt in dem totgeschwiegenen Buche“.
Am 16. Februar 1919 wurde Stocker als steirischer Abgeordneter des Deutschen Bauernbundes in die Konstituierende Nationalversammlung Deutschösterreichs gewählt, die bis Oktober 1920 tagte, und von 1924 bis 1926 gehörte er als Mitglied des Landbunds (Steiermark) dem Bundesrat an (II. und III. Gesetzgebungsperiode). Etwa 1930 benannte der Firmengründer sein Unternehmen in Leopold Stocker Verlag um. Am 31. März 1938 – kurz nach dem „Anschluss Österreichs“ – wurde Stocker durch den Kommissarischen Leiter des Deutschösterreichischen Buch-, Kunst- und Musikalienhandels, Karl Berger, zum „Vertrauensmann für Steiermark“ ernannt. Am 17. Mai 1938 berichtete das Börsenblatt für den Deutschen Buchhandel über eine Rede Stockers anlässlich einer Tagung in der Reichsschrifttumskammer in Leipzig: „Er erinnerte daran, welch harte Zeit des Drangsals und des Kampfes hinter den deutschen Buchhändlern Österreichs liege, daß es aber auch eine unendlich stolze Zeit für sie gewesen wäre. Wie ein Kind, das gewaltsam von seiner Mutter ferngehalten werde, haben sie das deutsche Vaterland lieben gelernt, immer mit dem Glauben an den Führer, daß er seine Heimat nicht vergessen wird.“

### Nach 1945
Unmittelbar nach dem Ende des Zweiten Weltkriegs trat Stocker in Verbindung mit dem Grazer Eisenwarenhändler Theodor Soucek (1919–2010) und dem ehemaligen Wiener Gauhauptschulungsleiter Hugo Rößner. Beiden wurde vom österreichischen Innenministerium neonazistische Aktivitäten vorgeworfen: „Im Spätherbst 1946 wurde auf einer in den oberösterreichischen Bergen gelegene Schutzhütte im kleinen Kreis die Gründung eines 'Ordens' besprochen, der den Zweck haben sollte, die nationalsozialistische Geisteshaltung nicht verkümmern zu lassen, sondern ihr neue Impulse zu geben“. Die Grazer Staatsanwaltschaft leitete gegen Stocker ein Strafverfahren ein wegen des Verdachts, gegen das Verbotsgesetz verstoßen zu haben. Stocker verbrachte vier Monate in Untersuchungshaft und drei Monate in Hausarrest. Außerdem verbüßte er vier Monate wegen illegaler Verbreitung der in Buenos Aires hergestellten Zeitschrift Der Weg, die der ehemalige Bundesschulungsleiter des Nationalsozialistischen Deutschen Studentenbundes Johann von Leers (1902–1965) herausgab.
Das Strafverfahren gegen Stocker wurde im August 1949 vom Landesgericht Graz auf Antrag der Staatsanwaltschaft eingestellt, nach welcher „sich jegliche Anschuldigung als grundlos erwies“. 1948 hatte Stocker das einstige NSDAP-Mitglied Heinz Brunner (* 4. Februar 1905 in Marburg an der Drau;  † 23. Mai 1971 in Graz) als Verlagsdirektor nach Graz geholt. Dieser sagte in seiner Grabrede zu Stockers Beerdigung: „Leopold Stocker liebte mit allen Fasern seines Herzens sein eigenes Volk, ohne von chauvinistischen Gedankengängen angekränkelt gewesen zu sein. Wer wollte es deshalb wagen, ihm einen Vorwurf zu machen? (…) Daß er ein guter Patriot gewesen ist, der Heimat und Vaterland seine besten Kräfte zur Verfügung stellte versteht sich von selbst. Dazu war er als Verleger im besten Sinne des Wortes geistiger Geburtshelfer unserer Zeit.“
Leopold Stockers Sohn Wolfgang fiel 1944 im Zweiten Weltkrieg. Bis 1995 führte die Tochter des Verlagsgründers Ilse Dvorak-Stocker (1922–2011) – zunächst gemeinsam mit ihrer Mutter Marianne Stocker – das Verlagshaus. Seit 1995 ist einer ihrer beiden Söhne, Wolfgang Dvorak-Stocker (* 1966), Geschäftsführer und Inhaber des Verlages.